# The Vine

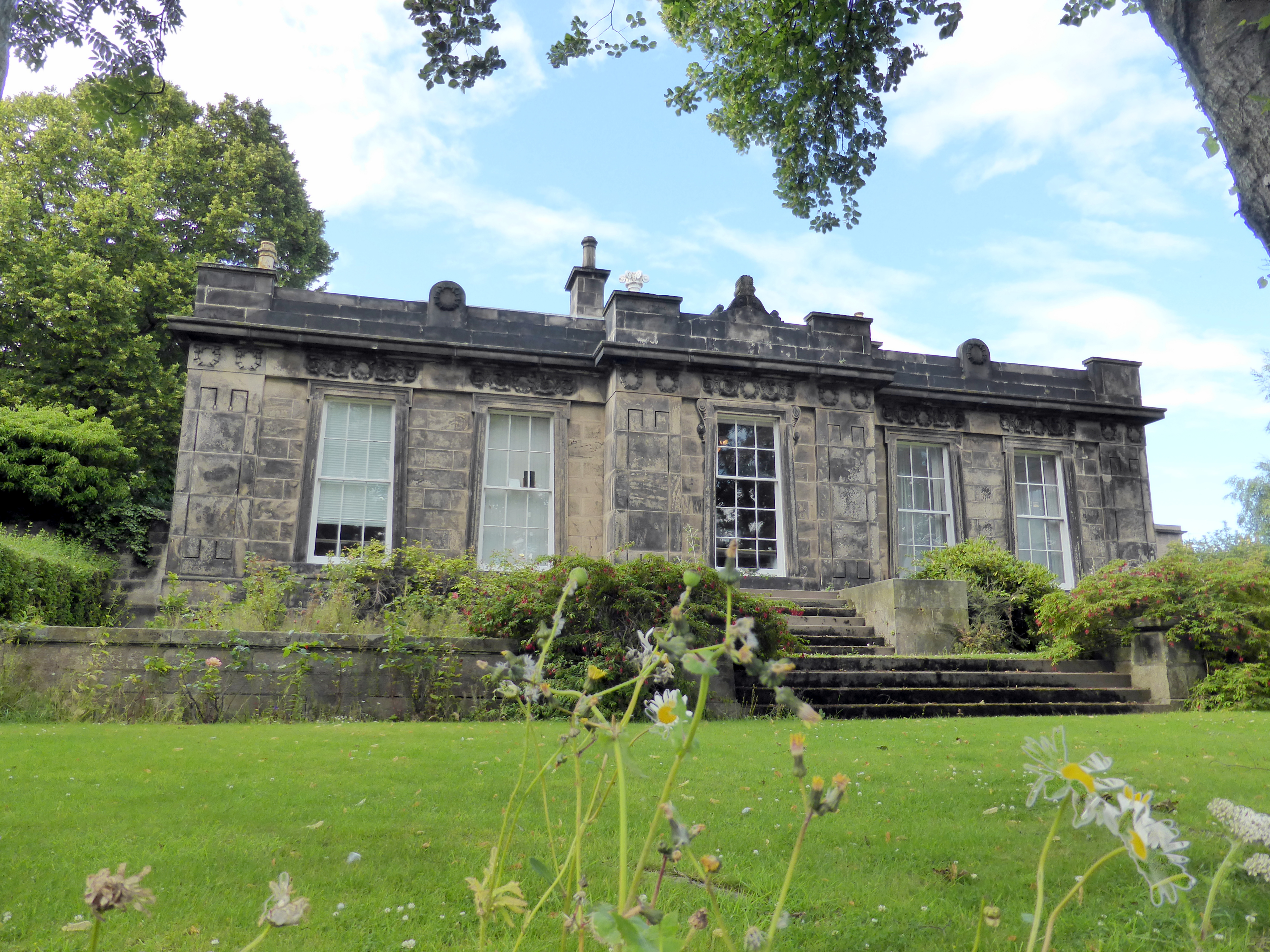
The Vine

The Vine ist eine Villa in der schottischen Stadt Dundee in der gleichnamigen Council Area. 1975 wurde das Bauwerk in die schottischen Denkmallisten in der höchsten Denkmalkategorie A aufgenommen.

## Beschreibung
Bauherr der 1836 fertiggestellten Villa war der liberale Politiker George Duncan, welcher den Wahlkreis Dundee 16 Jahre lang im britischen Parlament vertrat. The Vine befindet sich abseits der Straße Roseangle westlich des Stadtzentrums von Dundee. Die klassizistische Villa steht am Ostrand des Magdalen Greens unweit der Firth-of-Tay-Brücke. Die ostexponierte Hauptfassade des einstöckigen Gebäudes ist drei Achsen weit. Das Eingangsportal am Mittelrisalit ist mit dorischen Säulen ausgeführt. Der Risalit ist analog der schlichten Eckpilaster mit griechischen Motiven ausgestaltet. Die fünf Achsen weite Südfassade ist analog der Westfassade gestaltet. Ihr Fries ist mit Kränzen verziert. Am Mittelrisalit ist das abschließende Gesims mit Akroterien bestanden. Die Nord- und Westfassaden sind deutlich schlichter ausgeführt. An der Westfassade ist das Gebäude zweistöckig. Das niedrige Plattformdach ist mit Schiefer eingedeckt.